# Кукаринская (платформа)
Кука́ринская — остановочный пункт Смоленского (Белорусского) направления Московской железной дороги в Можайском городском округе Московской области.
Состоит из двух платформ, соединённых только настилом через пути. Не оборудована турникетами. К северу от платформы располагается деревня Шиколово, к югу пролегает Можайское шоссе и через 1 км в направлении от Москвы шоссе пересекает железнодорожные пути.
Время движения от Белорусского вокзала — около 1 часа 50 минут.